# گونتر زیگموند
گونتر زیگموند (آلمانی: Günter Siegmund; ۱۹ دسامبر ۱۹۳۶ – ۱۳ سپتامبر ۲۰۲۰) بوکسور اهل آلمان شرقی بود.